# Istenszülő elszenderedése fatemplom (Lunka)
A lunkai Istenszülő elszenderedése fatemplom műemlékké nyilvánított épület Romániában, Hunyad megyében. A romániai műemlékek jegyzékében a  HD-II-m-A-03360 sorszámon szerepel.